# Сергиевский, Николай Александрович (священнослужитель)
Николай Александрович Сергиевский (1827—1892) — священнослужитель Русской православной церкви, протопресвитер кафедрального Успенского собора в Москве, профессор Московского университета, церковный писатель, деятель духовного просвещения.

## Биография
Родился 14 (26) октября 1827 года в семье соборного ключаря в Коломне, священника Александра Алексеевича Сергиевского (1802—1877). В настоящее время общепринято считать датой рождения 14 октября по юлианскому календарю (26 — по григорианскому календарю) 1827 года. При этом «Русский биографический словарь» А. А. Половцова указывает 27 октября по юлианскому календарю.
В 1840 году окончил Коломенское духовное училище, где преподавателем и инспектором был его отец. Затем учился в Московской духовной семинарии (1840—1845) и за год до окончания семинарского курса был отправлен учиться в Санкт-Петербургскую духовную академию, которую в 1849 году окончил вторым магистром богословия и был оставлен в ней бакалавром, преподавать математику и физику. В следующем году, с 27 сентября 1850 года занял должность бакалавра в Московской духовной академии.
В начале 1854 года женился и летом того же года был рукоположен во священника и назначен в Знаменскую (в Зубове) церковь, а с марта 1855 года в течение трёх лет был настоятелем Ново-Басманной церкви Петра и Павла.
В феврале 1858 года по рекомендации митрополита Филарета он был назначен профессором кафедры богословия Московского университета, где сменил ушедшего в отставку профессора П. М. Терновского, одновременно став настоятелем университетской церкви. До 1863 года был ординарным профессором общеуниверситетской кафедры догматического и нравоучительного богословия, церковной истории и церковного законоведения. На историко-филологическом факультете читал церковную историю, на юридическом — церковное право. В 1861 году были изданы его лекции «Церковное законоведение».
С первых дней своего преподавания в университете он ставил больший акцент на преподавании апологетики, чем догматики.
В 1860 году Н. А. Сергиевский основал духовный журнал «Православное обозрение», который редактировал до 1869 года. В журнале печатались труды крупнейших русских богословов и библеистов, а также переводы иностранной богословской литературы.
С 1865 года — протоиерей.
В 1871—1872 годах он прочитал в университете публичные лекции «Об основных истинах христианства» и «О библейской истории творения мира в связи с естественною историей», которые были напечатаны в «Православном обозрении» (1871—1873) и затем изданы отдельными книгами:
- Об основных истинах христианской веры. — М.: Унив. тип., 1872. — VII, 181 с. (2-е изд., испр. — М.: Унив. тип., 1883)
- Творение мира и человека. Изъяснение библейской истории творения в связи с естественной историей. — М.: Унив. тип., 1883. — VIII, 240 с.

Одновременно, с 1875 года до конца жизни Сергиевский преподавал Закон Божий в частной гимназии Ф. И. Креймана.
С 1878 года — заслуженный профессор богословия Московского университета.
В 1883 году он был избран в почётные члены Санкт-Петербургской духовной академии.
С марта 1884 года — протопресвитер Московского Успенского собора, член Московской Синодальной конторы. В 1885 году был выведен за штат университета, но продолжал преподавать по приглашению министра народного просвещения.
Н. А. Сергиевский был духовником П. Я. Чаадаева.
Им были переведены «Размышления о сущности христианской веры» Франсуа Гизо (М.: Унив. тип., 1865) и «Вечная жизнь» Эрнеста Навилля (М.: тип. Каткова и К°, 1862; 2-е изд., доп., 1865).
Свои проповеди по большей части он произносил в университетском храме, в дни великих праздников и в Татьянин день — храмовый праздник университета. Излюбленной темой проповедей служил вопрос об отношении между верою и знанием, разумом и откровением.
Награждён орденами Св. Владимира 4-й и 3-й степеней. В 1882 году причислен к потомственному дворянскому достоинству.
Скончался 28 июня (10 июля) 1892 года в Москве. Был похоронен, как и его отец, на Семёновском кладбище.

## Семья
Сыновья прадеда Николая Александровича — основателя рода Сергиевских, дьячка церкви Трёх Святителей села Кобякова, Коломенского уезда, Степана Ивановича (около 1720—1801) — при поступлении в семинарию получили фамилию Сергиевские — по названию придела отеческой церкви. Среди представителей рода было много выдающихся деятелей (в том числе, полный тёзка Н. А. Сергиевского, его троюродный брат, сенатор).
Жена Сергиевского — Анна Васильевна (1838 — после 1893), дочь московского протоиерея, выпускника Московской духовной академии, Василия Степановича Пономарёва, также принадлежала к известному священническому роду, по матери она приходилась правнучкой Петра Гавриловича Святославского.
Среди детей Сергиевских, только Василий Николаевич (1863—1926) стал священником, хотя получил светское образование, закончив Императорский московский университет.